# ニューミンスター
ニューミンスター（Newminster、1848年 - 1868年）は、イギリスの競走馬である。19世紀中ごろに活躍し、種牡馬としては大きく成功した。全兄に2000ギニーに優勝したNunnykirkがいる。
ニューミンスターの血統背景はスタミナの申し子とも言えるもので、父はアスコットゴールドカップとドンカスターカップを連覇し、種牡馬としても成功したタッチストン、母も64戦して51勝、ドンカスターカップを4度勝ち、アスコットゴールドカップにも優勝したビーズウイングである。つまり両親合わせて当時長距離のカップレースとして権威の高かったアスコットゴールドカップとドンカスターカップを9回も獲得していることになる。
このような血統背景で生まれたニューミンスターだったが、体質が悪くわずか2勝に終わり（全10戦だとか3勝したという説もある）競走馬としてはそれほど優れてはいなかった。とはいえ当時エプソムダービーよりも重視されていたセントレジャーステークスに優勝しており水準以上の競走成績は収めている。種牡馬入りすると真価を発揮し、同時期にストックウェル（リーディングサイアー7回）がいたため1859年と1863年の2度しかイギリスリーディングサイアーにはなれなかったが、数多くの活躍馬を輩出した。

## おもな産駒
- ハーミット（エプソムダービー、英リーディングサイアー7回）
- サビヌス（アスコットゴールドカップ、ケンブリシャーステークス）
- ニューキャッスル（ドンカスターカップ）
- ムズィード（エプソムダービー）
- アドヴェンチュラー（英リーディングサイアー）
- ロードクリフデン（セントレジャーステークス、英リーディングサイアー2回）
- ネメシス（1000ギニー）
- カンバスカン（東欧輸出、キンチェムの父）

## 血統表
| ニューミンスターの血統（タッチストン系 / Beningbrough5×4=9.38% Trumpator5×4=9.38%） | ニューミンスターの血統（タッチストン系 / Beningbrough5×4=9.38% Trumpator5×4=9.38%） | ニューミンスターの血統（タッチストン系 / Beningbrough5×4=9.38% Trumpator5×4=9.38%） | （血統表の出典）     | （血統表の出典） |
| 父 Touchstone 1831 栗毛                                                             | 父の父Camel 1822 黒鹿毛                                                             | Whalebone                                                                           | Waxy                 | Waxy             |
| 父 Touchstone 1831 栗毛                                                             | 父の父Camel 1822 黒鹿毛                                                             | Whalebone                                                                           | Penelope             |                  |
| 父 Touchstone 1831 栗毛                                                             | 父の父Camel 1822 黒鹿毛                                                             | Selim Mare                                                                          | Selim                | Selim            |
| 父 Touchstone 1831 栗毛                                                             | 父の父Camel 1822 黒鹿毛                                                             | Selim Mare                                                                          | Maiden               |                  |
| 父 Touchstone 1831 栗毛                                                             | 父の母Banter 1826 黒鹿毛                                                            | Master Henry                                                                        | Orville              | Orville          |
| 父 Touchstone 1831 栗毛                                                             | 父の母Banter 1826 黒鹿毛                                                            | Master Henry                                                                        | Miss Sophia          |                  |
| 父 Touchstone 1831 栗毛                                                             | 父の母Banter 1826 黒鹿毛                                                            | Boadicea                                                                            | Alexander            | Alexander        |
| 父 Touchstone 1831 栗毛                                                             | 父の母Banter 1826 黒鹿毛                                                            | Boadicea                                                                            | Brunette             |                  |
| 母 Beeswing 1833                                                                    | 母の父Dr.Syntax 1811                                                                | Paynator                                                                            | Trumpator            | Trumpator        |
| 母 Beeswing 1833                                                                    | 母の父Dr.Syntax 1811                                                                | Paynator                                                                            | Mark Anthony Mare    |                  |
| 母 Beeswing 1833                                                                    | 母の父Dr.Syntax 1811                                                                | Beningbrough Mare                                                                   | Beningbrough         | Beningbrough     |
| 母 Beeswing 1833                                                                    | 母の父Dr.Syntax 1811                                                                | Beningbrough Mare                                                                   | Jenny Mole           |                  |
| 母 Beeswing 1833                                                                    | 母の母Ardrossan Mare 1817                                                           | Ardrossan                                                                           | John Bull            | John Bull        |
| 母 Beeswing 1833                                                                    | 母の母Ardrossan Mare 1817                                                           | Ardrossan                                                                           | Miss Whip            |                  |
| 母 Beeswing 1833                                                                    | 母の母Ardrossan Mare 1817                                                           | Lady Eliza                                                                          | Whitworth            | Whitworth        |
| 母 Beeswing 1833                                                                    | 母の母Ardrossan Mare 1817                                                           | Lady Eliza                                                                          | Spadille Mare F-No.8 |                  |